# Sybil (película de 1976)
Sybil es una película dramática de 1976 que originalmente fue presentada como una miniserie para televisión. El guion, de Stewart Stern, se basa en el libro del mismo nombre escrito por Flora Rheta Schreiber. El libro de Scheriber se basa a su vez en la vida de Shirley Ardell Mason.
La película fue dirigida por Daniel Petrie, y contó con Sally Field y Joanne Woodward como actrices principales. 
Existe una versión cinematográfica más reciente del 2007, llamada también Sybil (2007). 

## Argumento

### Sybil se reúne con la Dra. Wilbur
Sybil Dorsett es una joven artista de Willow Corners, Wisconsin que se emplea como una maestra sustituta, mientras trabaja en su maestría. Hay apagones periódicos que duran desde unos pocos minutos a unos pocos años. Un episodio que comenzó en el frente de sus jóvenes estudiantes en un parque, terminó varias horas después en el apartamento de Sybil con un corte en la muñeca, y un dibujo de una bombilla oscilante de luz sobre su caballete de artista.
Sybil termina en una clínica. La Dra. Cornelia Wilbur (Joanne Woodward) es llamada para dar a Sybil un diagnóstico neurológico. Sybil tiene visiones y habla como una niña pequeña. Durante la prueba de olor, Sybil está visiblemente preocupada por el olor a desinfectante. En la oficina de la Dra. Wilbur, Sybil tiene un apagón. Sybil admite los apagones que tiene y los temores de que estos están empeorando. La Dra. Wilbur tiene la teoría de que los incidentes son una especie de histeria, todas ellas relacionadas con un problema más profundo. Ella le pide a Sybil que regrese en una fecha posterior para obtener más asesoramiento. La doctora ayuda a resolver su trastorno.

### Willard Dorsett
El padre de Sybil, viudo, está en Chicago de luna de miel con su nueva esposa: Freida (Jane Hoffman). En un almuerzo en una cafetería del museo, Sybil trata de explicar su enfermedad y visita a la doctora Wilbur. Su padre pertenece a una religión que no cree en "los profesionales de la mente" y comienza citando las escrituras a Sybil. Ella pierde el control y sale corriendo del museo. Sybil se despierta en su cama, tratando de ahogar la voz de su madre en la cabeza, y los recuerdos de los últimos días.

### Vickie y Peggy
La Dra. Wilbur recibe una llamada tarde en la noche de alguien que se identifica como Vickie y dice que Sybil está a punto de saltar por una ventana del hotel Staten en Harlem. La Dra. Wilbur rescata a Sybil, que niega conocer a Vickie. La personalidad de Peggy de 9 años de edad, surge, parloteando sobre "la casa blanca" y, gritando "tengo que salir". Peggy recuerda al Dr. Quinoness y otros en bata blanca en una habitación blanca, sujetándola para administrar éter de una amigdalectomía. Ella está aterrorizada de su madre y le pide a un médico joven agradable que la lleve a casa con él para que pueda ser su niña. A medida que el buen doctor está dejando que golpee la ventana. Sybil le pone la mano a través de la ventana de la sala del hotel.

### Richard J Loomis
Sybil y Richard J. Loomis (Brad Davis), su vecino en el edificio contiguo cuya ventana se enfrenta a la de ella, han estado observando a los demás con curiosidad. Como Sybil está caminando por la calle, Richard la invita a dar un paseo en coche de caballos en la plataforma turística que conduce durante el día. Dice que ha notado que pinta en la noche y que juega con muñecas, y ella niega que ella haga eso. La personalidad de Vickie sale, habla en francés y le cuenta sobre su vida echada a perder en Francia. Richard acepta como parte de su encanto.

### La Dra. Wilbur se reúne con Vickie y Marsha
La sofisticada personalidad de 18 años de edad, Vickie, aparece para mantener el nombramiento de Sybil con la Dra. Wilbur. Ella está vestida con un traje de negocios atractivo, con guantes blancos, habla francés, y se hace llamar Victoria Antoinette Chaillot y dice que su madre vive en París. Peggy intenta emerger, pero es rechazada por Vickie, quien explica que las otras personalidades mantienen los recuerdos que Sybil es incapaz de manejar. La Dra. Wilbur pide a Vickie las otras personalidades. Vickie dice que Marsha va a matar a Sybil algún día. Una de las personalidades toca el piano, pero Vickie no le dirá su nombre. Marsha se presenta para la próxima cita, diciendo que es la que trató de matar a Sybil en el hotel. Todos las personalidades son fotografiadas por la Dra. Wilbur. Marsha dibuja escenas de sus pesadillas.

### Vanessa
Richard Loomis invita a Sybil que le acompañe a su trabajo nocturno como un músico callejero. La personalidad de Vanessa sale para ir con Richard. Su hijo Matthew (Tommy Crebbs) dice que sabe lo de Sybil ya que la ve por la ventana, y que esa no es Sybil. Sybil se queda en casa. Vanessa dice que su madre quería ser concertista de piano, pero se vio obligada a quedarse en casa y mostrar pianos en la tienda de música de la familia. Mientras Richard está interpretando, los ganchos de los paraguas hacen que la personalidad de Peggy salga y ella se escapa. Richard la encuentra en un baño público donde hace un dibujo de una bombilla colgando. Sybil emerge y le dice a Richard de su amigo de la infancia Danny, bailaba y cantaba como Fred Astaire, que es un joven que conoció cuando eran niños.

### Vanessa, Peggy y Marsha visitan a la Dra. Wilbur
La personalidad de Vanessa se muestra para la próxima cita de Sybil con la Dra. Wilbur, cantando y tocando el piano mientras ella habla de Richard Loomis. Ella le dice a la Dra. Wilbur que algunas de las personalidades son hombres, y que Richard había besado en realidad al llamado Mike. Peggy comienza a emerger. Ella habla de la cocina verde y "las manos", y la música en el piano. Sybil emerge. La Dra. Wilbur escucha la cinta de la sesión, y cuando una voz que suena como su madre Hattie habla, Ruthie, otra personalidad, esta vez de un bebé, se desprende y Sybil se encuentra sentada en posición fetal en un rincón chupándose el pulgar.

### Navidad
Vickie aparece en una cita durante la temporada de Navidad y le dice a la Dra. Wilbur que todo se está cayendo a pedazos. La personalidad de la abuela Mary piensa que ella está en el cielo. Marsha está hablando sobre el suicidio. Sybil ha invitado a Richard para la cena de Navidad. Las personalidades hacen una tarjeta de Navidad para la Dra. Wilbur, pero Sybil hizo todo morado. Vickie le ha traído a la Dra. Wilbur unas pinturas y dice que no se lo puede decir a Sybil, ya que las pinturas se realizan por la noche y se escondió en un estante del armario secreto que Mike hizo. La Dra. Wilbur hipnotiza a Vickie y le pregunta acerca de la púrpura. La memoria de la que sale es uno de los repetidos abusos de Hattie, y de ser encerrada en el depósito de trigo en el granero, donde Sybil usa su lápiz morado a cero en el interior de la caja por lo que alguien va a saber que había estado allí.
Sybil y Richard y su hijo Matthew tiene la cena de Navidad junto con Richard para pasar la noche en el apartamento de Sybil. Sybil se despierta en medio de una pesadilla y balbucea sobre la Dra. Wilbur. Richard entra en pánico y llama a la doctora Wilbur que le advierte acerca de las personalidades múltiples. La Dra. Wilbur llega y encuentra que Richard ha rescatado a Sybil de un intento de saltar desde el techo. Mientras que la Dra. Wilbur seda a Sybil, ella balbucea estar enamorada de Richard. Sybil vuelve a casa un día y ve que el apartamento de Richard está vacío. Sybil se siente abandonada.

### La negación y el descubrimiento
Sybil llega para una cita y le dice a la Dra. Wilbur que todo ha sido una mentira, que no tiene múltiples personalidades.
Mientras que en un viaje de negocios a Chicago, la Dra. Wilbur habla con Willard Dorsett que admite que todos los niños sufren heridas como Sybil, pero niega que su difunta esposa Hattie se las infligiera. Menciona que una vez a Hattie se le diagnosticó esquizofrenia paranoide en un hospital, pero dice que los médicos estaban equivocados.
La Dra. Wilbur llega a Willow Corners y le pregunta a un agricultor en un tractor (Gordon Jump) cómo encontrar al Dr. Quinoness (Charles Lane), que tiene los registros de Sybil que confirman todas las lesiones. El Dr. Quinoness da a la Dra. Wilbur una cuenta aterradora de tejido de la cicatriz extensa que se encuentran al examinar a Sybil de un problema de vejiga. Él se ve acosado por la culpa por no haber tomado medidas para proteger a Sybil de los abusos.
En la gran casa blanca la Dra. Wilbur visita la cocina verde con su bombilla balanceándose, como está dibujado en las imágenes. Ella va al granero y encuentra el depósito de trigo con los arañazos de lápiz morado en su interior. La Dra. Wilbur lleva el pedazo de madera con los arañazos de lápiz morado de vuelta a Nueva York para demostrarle a Sybil que todas esas cosas realmente sucedieron.
Para la curación de la memoria, la Dra. Wilbur lleva a Sybil de vuelta a Willow Corners. Mientras está sentada al aire libre debajo de una pintura de árboles, Peggy emerge y recuerda cómo cada mañana en la cocina verde su madre le ataba los pies a un palo de escoba e izaba sus pies a la luz para darle un enema de desinfectantes de agua fría, y lastimaba sus partes íntimas con cuchillos y ganchos de botón para enseñarle lo que hacen los hombres con las mujeres cuando crecen. Ella ataba a Sybil al piano y tocaba Dvorák y hacia que Sybil aguantara sus ansias de orinar hasta la última nota. La Dra. Wilbur hipnotiza a Sybil para presentarle a todos sus otros yo por lo que puede llegar a ser todo nuevo.

## Reparto
| - Joanne Woodward: Dra. Cornelia Wilbur - Sally Field: Sybil Dorsett. - Brad Davis: Richard, vecino y novio de Sybil. - Martine Bartlett: Hattie Dorsett, madre de Sybil. - Jane Hoffman: Frieda Dorsett. - Charles Lane: Dr. Quinoness - Jessamine Milner: Abuela Dorsett. - William Prince: Willard Dorsett. - Penelope Allen: Miss Penny. | - Camila Ashland: Cam. - Tommy Crebbs: Matthew. - Gina Petrushka: Dr. Lazarus - Harold Pruett: Danny. - Natasha Ryan: Sybil de niña. - Paul Tulley: Dr. Castle - Gordon Jump: el hombre del tractor. - Lionel Pina: Tommy. |

## Personalidades de Sybil
Personalidades femeninas
- Vanessa: Posee habilidades musicales de Sybil, toca el piano y ayuda a Sybil a seguir una relación romántica con Richard.
- Vickie: De 18 años que habla francés, una personalidad muy fuerte, sofisticada y madura que sabe acerca de todas las otras personalidades, aunque Sybil no.
- Peggy: De 9 años que habla como una niña pequeña. Posee habilidades artísticas de Sybil, a menudo aparece llorando histéricamente debido a los temores de Sybil.
- Marsha: vestida en traje fúnebre y constantemente tiene pensamientos suicidas e intentos de suicidio.
- Mary: es Sybil en la memoria de su abuela, habla, camina y actúa como una abuela.
- Nancy: se mantiene a la espera del fin del mundo y tenía miedo de Armagedón.
- Ruthie: Es la memoria de una niña de 6 años que sufría abuso sexual por parte de su madre.
- Clara:
- Ellen:
- Margie: serena, vivaz, alegre.

Personalidades masculinas
- Mike: constructor de la plataforma en la parte superior del armario de Sybil.
- Sid: quiere ser como su padre, le encanta el fútbol.

## Premios
Premios Emmy (1976)
- Sally Field: como Mejor Actriz Principal en un Drama o Comedia
- Logro Destacado en Composición Musical para un Especial (Dramático)
- Destacado Especial - Drama o comedia
- Mejor Guion en un programa especial - Drama o comedia - Adaptación